# Dimasalang

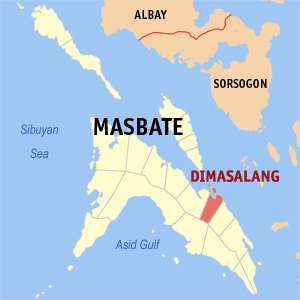
Bản đồ Mastabate với vị trí của Dimasalang

Dimasalang là một đô thị hạng 4 ở tỉnh Masbate, Philippines. Theo điều tra dân số năm 2000 của Philipin, đô thị này có dân số 21.550 người trong 4.367 hộ.

## Các đơn vị hành chính
Dimasalang được chia ra 20 barangay.
| - Balantay - Balocawe - Banahao - Buenaflor - Buracan - Cabanoyoan - Cabrera - Cadulan - Calabad - Canomay | - Divisoria - Gaid - Gregorio Alino (Pia-ong) - Magcaraguit - Mambog - Poblacion - Rizal - San Vicente - Suba - T.R. Yangco (Yanco) |